# Ramularia meliloti
Ramularia meliloti är en svampart som beskrevs av Ellis & Everh. 1894. Ramularia meliloti ingår i släktet Ramularia och familjen Mycosphaerellaceae.   Inga underarter finns listade i Catalogue of Life.